# الطرفة (مصر)
قرية الطرفة هي إحدى القرى التابعة لمركز سانت كاترين في محافظة جنوب سيناء في جمهورية مصر العربية. حسب إحصاءات سنة 2018، بلغ إجمالي السكان في الطرفة 1,153 نسمة، منهم 597 رجل و 556 إمرأة.